# Файнъл Уор
Final War е американска RAC / Пънк група от Окръг Ориндж, щата Калифорния.

## Дискография
Албуми
- 2002 – „Glory Unending“ (Panzerfaust Records)
- 2004 – „We Speak The Truth“ (Panzerfaust Records)
- 2007 – „Final War“ (White Noise Records)
- 2008 – „We Speak The Truth“ (Label 56)

Сингли & EPs
- 2008 – „A Day In The Life Of...“